# علم العضلات

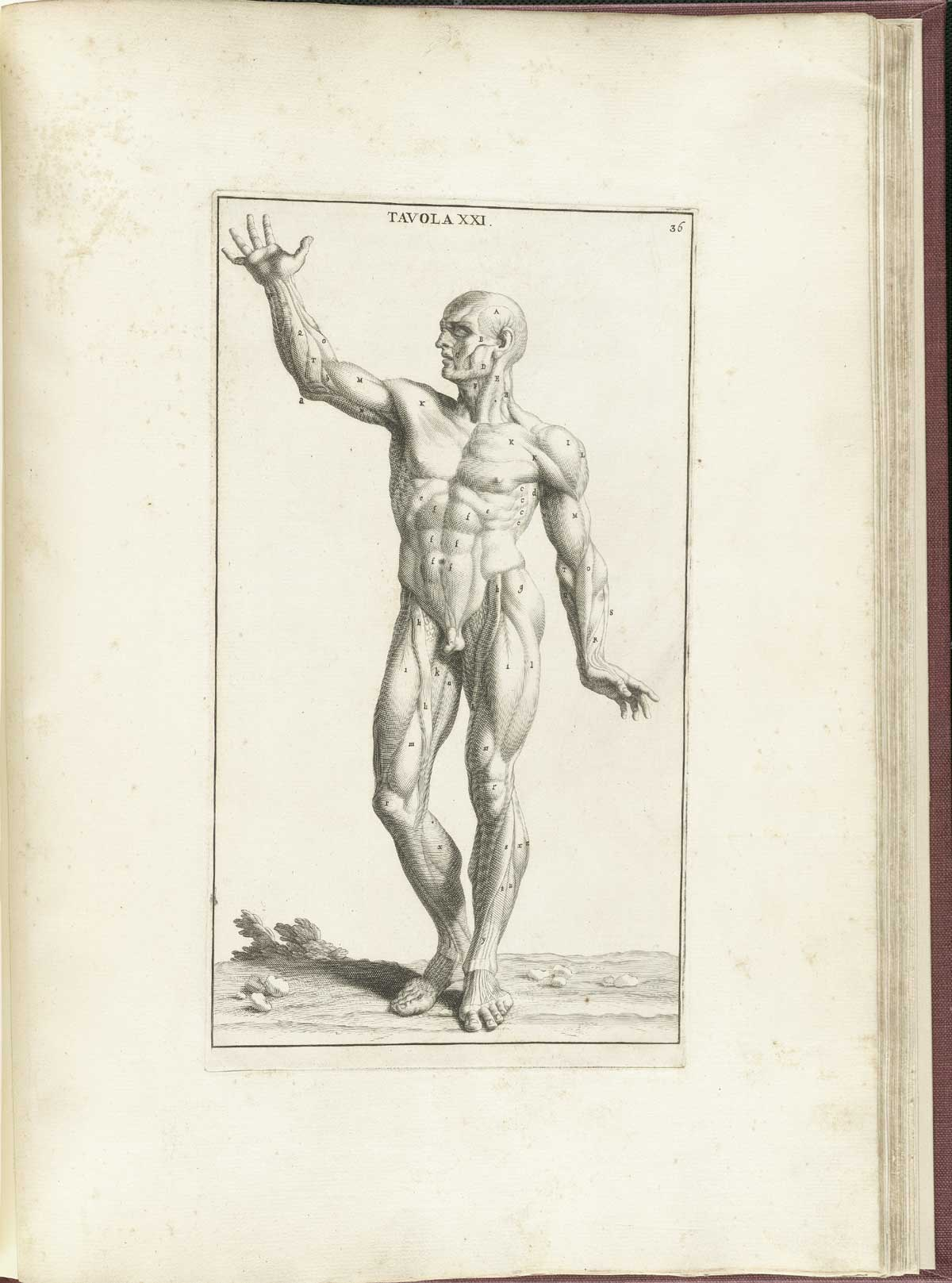

يهتم علم العضلات بدراسة الجهاز العضلي من حيث هيكل العضلة ووظيفتها وأمراضها. يتكون الجهاز العضلي من العضلة الهيكلية التي تعمل (تنقبض) لنقل أجزاء من الجسم أو التحكم في موضعها (على سبيل المثال العظام التي تتحرك حول المفاصل)، أو العضلات الملساء وعضلة القلب التي تدفع وتطرد أو تتحكم في تدفق السوائل والمواد التي تحويها.
تعد جمعية علم العضلات البريطانية مثالاً على مجموعةٍ مهنية تهتم بتطوير علم العضلات http://www.myology.org.uk/ نسخة محفوظة 9 مارس 2012 على موقع واي باك مشين.